# Coppa Intercontinentale di skeleton 2022
La Coppa Intercontinentale di skeleton 2022, ufficialmente denominata IBSF Skeleton Intercontinental Cup 2021/22, è stata la quindicesima edizione del circuito mondiale di secondo livello dello skeleton, manifestazione organizzata annualmente dalla Federazione Internazionale di Bob e Skeleton; è iniziata il 13 novembre 2021 a Whistler, in Canada, e si è conclusa il 6 gennaio 2022 ad Altenberg, in Germania.
Sono state disputate sedici gare, otto per le donne e altrettante per gli uomini, distribuite in cinque tappe da tenursi in altrettanti differenti località, di cui tre in Europa e due in America del Nord.
Vincitori dei trofei, conferiti agli atleti classificatisi per primi nel circuito, sono stati la tedesca Susanne Kreher nel singolo femminile, che ha bissato il successo ottenuto nella precedente stagione, e il russo Evgenij Rukosuev in quello maschile, alla sua prima affermazione nel circuito intercontinentale.

## Calendario
| Tappa  | Località  | Data                | Donne | Uomini |
| ------ | --------- | ------------------- | ----- | ------ |
| 1      | Whistler  | 13–14 novembre 2021 | ●●    | ●●     |
| 2      | Park City | 23–24 novembre 2021 | ●●    | ●●     |
| 3      | Innsbruck | 3 dicembre 2021     | ●     | ●      |
| 4      | Sigulda   | 13 dicembre 2021    | ●     | ●      |
| 5      | Altenberg | 5–6 gennaio 2022    | ●●    | ●●     |
| Totale | Totale    | Totale              | 8     | 8      |

## Risultati

### Singolo donne
| Data             | Località  | Prime classificate            | Seconde classificate          | Terze classificate            |
| ---------------- | --------- | ----------------------------- | ----------------------------- | ----------------------------- |
| 13 novembre 2021 | Whistler  | Sophia Griebel Germania       | Hallie Clarke Canada          | Madison Charney Canada        |
| 14 novembre 2021 | Whistler  | Nicole Rocha Silveira Brasile | Madison Charney Canada        | Sophia Griebel Germania       |
| 23 novembre 2021 | Park City | Susanne Kreher Germania       | Sophia Griebel Germania       | Nicole Rocha Silveira Brasile |
| 24 novembre 2021 | Park City | Susanne Kreher Germania       | Sophia Griebel Germania       | Nicole Rocha Silveira Brasile |
| 3 dicembre 2021  | Innsbruck | Zhao Dan Cina                 | Susanne Kreher Germania       | Hallie Clarke Canada          |
| 13 dicembre 2021 | Sigulda   | Susanne Kreher Germania       | Savannah Graybill Stati Uniti | Stefanie Votz Germania        |
| 5 gennaio 2022   | Altenberg | Susanne Kreher Germania       | Sophia Griebel Germania       | Hallie Clarke Canada          |
| 6 gennaio 2022   | Altenberg | Susanne Kreher Germania       | Sophia Griebel Germania       | Lin Huiyang Cina              |

### Singolo uomini
| Data             | Località  | Primi classificati            | Secondi classificati          | Terzi classificati           |
| ---------------- | --------- | ----------------------------- | ----------------------------- | ---------------------------- |
| 13 novembre 2021 | Whistler  | Evgenij Rukosuev Russia       | Andrew Blaser Stati Uniti     | Alexander Schlintner Austria |
| 14 novembre 2021 | Whistler  | Evgenij Rukosuev Russia       | Alexander Schlintner Austria  | Ben Fulker Gran Bretagna     |
| 23 novembre 2021 | Park City | Felix Keisinger Germania      | Lukas David Nydegger Germania | Evgenij Rukosuev Russia      |
| 24 novembre 2021 | Park City | Lukas David Nydegger Germania | Evgenij Rukosuev Russia       | Felix Seibel Germania        |
| 3 dicembre 2021  | Innsbruck | Yin Zheng Cina                | Evgenij Rukosuev Russia       | Daniil Romanov Russia        |
| 13 dicembre 2021 | Sigulda   | Evgenij Rukosuev Russia       | Felix Keisinger Germania      | Yin Zheng Cina               |
| 5 gennaio 2022   | Altenberg | Evgenij Rukosuev Russia       | Felix Keisinger Germania      | Matt Weston Gran Bretagna    |
| 6 gennaio 2022   | Altenberg | Felix Seibel Germania         | Evgenij Rukosuev Russia       | Felix Keisinger Germania     |

## Classifiche

### Sistema di punteggio[2]
| Piazzamento | 1   | 2   | 3   | 4  | 5  | 6  | 7  | 8  | 9  | 10 | 11 | 12 | 13 | 14 | 15 | 16 | 17 | 18 | 19 | 20 | 21 | 22 | 23 | 24 | 25 | 26 | 27 | 28 | 29 | 30 |
| Punti       | 120 | 110 | 102 | 96 | 92 | 88 | 84 | 80 | 76 | 72 | 68 | 64 | 60 | 56 | 52 | 48 | 44 | 40 | 37 | 34 | 31 | 28 | 25 | 22 | 20 | 18 | 16 | 14 | 12 | 10 |

### Singolo donne
| Pos. | Nome atleta       | Nazione     | WHI-1 | WHI-2 | PKC-1 | PKC-2 | INN | SIG | ALT-1 | ALT-2 | Punti |
| ---- | ----------------- | ----------- | ----- | ----- | ----- | ----- | --- | --- | ----- | ----- | ----- |
| 1    | Susanne Kreher    | Germania    | 4     | 7     | 1     | 1     | 2   | 1   | 1     | 1     | 890   |
| 2    | Hallie Clarke     | Canada      | 2     | 4     | 4     | 5     | 3   | 4   | 3     | 4     | 790   |
| 3    | Sophia Griebel    | Germania    | 1     | 3     | 2     | 2     | 8   | DSQ | 2     | 2     | 742   |
| 4    | Savannah Graybill | Stati Uniti | 7     | 6     | 7     | 4     | 10  | 2   | 6     | 8     | 702   |
| 5    | Madison Charney   | Canada      | 3     | 2     | 8     | 10    | 4   | 13  | 9     | 7     | 680   |
| 6    | Alena Frolova     | Russia      | 6     | 11    | 6     | 8     | 12  | 7   | 6     | 5     | 652   |
| 7    | Stefanie Votz     | Germania    | 10    | 8     | 11    | 7     | 10  | 3   | 8     | 9     | 622   |
| 8    | Kendall Wesenberg | Stati Uniti | 5     | 5     | 10    | 6     | 7   | 11  | -     | -     | 496   |
| 9    | Dārta Zunte       | Lettonia    | 13    | 14    | 17    | 14    | 14  | 5   | 11    | 13    | 492   |
| 10   | Sara Roderick     | Stati Uniti | 8     | 12    | 5     | 11    | 9   | 12  | -     | -     | 444   |

### Singolo uomini
| Pos. | Nome atleta          | Nazione         | WHI-1 | WHI-2 | PKC-1 | PKC-2 | INN | SIG | ALT-1 | ALT-2 | Punti |
| ---- | -------------------- | --------------- | ----- | ----- | ----- | ----- | --- | --- | ----- | ----- | ----- |
| 1    | Evgenij Rukosuev     | Russia          | 1     | 1     | 3     | 2     | 2   | 1   | 1     | 2     | 912   |
| 2    | Felix Seibel         | Germania        | 6     | 5     | 5     | 3     | 5   | 4   | 4     | 1     | 778   |
| 3    | Felix Keisinger      | Germania        | 19    | 7     | 1     | 4     | 4   | 2   | 2     | 3     | 755   |
| 4    | Lukas David Nydegger | Germania        | 8     | 4     | 2     | 1     | 6   | 7   | 6     | 6     | 754   |
| 5    | Nathan Crumpton      | Samoa Americane | 5     | 12    | 6     | 6     | 12  | 10  | 8     | 12    | 612   |
| 6    | Daniil Romanov       | Russia          | -     | -     | 4     | 7     | 3   | 5   | 10    | 9     | 522   |
| 7    | Andrew Blaser        | Stati Uniti     | 2     | 6     | 8     | 5     | 17  | 15  | -     | -     | 466   |
| 8    | Ben Fulker           | Gran Bretagna   | 14    | 3     | 15    | 9     | 9   | 6   | -     | -     | 450   |
| 9    | Manuel Schwärzer     | Italia          | -     | -     | 4     | 7     | 3   | 5   | 19    | 15    | 446   |
| 10   | Kyle Murray          | Stati Uniti     | 4     | 10    | 21    | 12    | 16  | -   | 14    | 11    | 435   |